# 迟夙生
迟夙生（1956年4月11日—）女，黑龙江省齐齐哈尔市人，中华人民共和国律师。

## 生平
1975年到1978年，迟夙生在齐齐哈尔市塑料二厂工作。1978年到1979年，在哈尔滨电机学校一重分校学习。1981年到1983年，在齐齐哈尔大学中文专业、吉林大学学习，获得双学士学位。1979年到1994年，任齐齐哈尔市第一律师事务所律师。1994年起，任齐齐哈尔市夙生律师事务所主任、二级律师。
她是第九、十、十一届全国人大代表。曾任第八、第九届龙沙区政协副主席。齐齐哈尔市人大内务司法委员会委员、齐齐哈尔市工商联执委。1986年加入九三学社，后任九三学社第二届齐齐哈尔市委常委。
1979年，迟夙生成为中国改革开放后首批律师。1980年代，她应邀到工厂、学校讲授法律。1985年，她为齐齐哈尔改革开放后第一宗贪污案的被告辩护，使死刑改成了死缓。1994年，她离开齐齐哈尔市第一律师事务所成立夙生律师事务所，成为齐齐哈尔首位砸碎自己“铁饭碗”的执业律师。此后她开始长年免费提供法律咨询，在齐齐哈尔电视台、齐齐哈尔广播电台以及报纸上长年设专题节目或栏目。2011年，迟夙生将自己调查整理的“北海律师事件”调查报告交给全国人大常委会法制工作委员会。2011年底，她成为李庄案第三季的代理律师。在担任全国人大代表期间，她呼吁关注尘肺病人，为辽宁省大鹿岛渔民保住渔业合作社并促成该村财务公开。2012年1月12日，在代理“黎庆洪涉黑案”时，因当庭被贵阳市小河区人民法院法官驱逐而晕倒。2012年，她作为全国人大代表领衔提出的修改《中华人民共和国刑事诉讼法》的提案获得采纳，但她对《全国人民代表大会关于修改〈中华人民共和国刑事诉讼法〉的决定》投了反对票。2003年至2011年，出于防治艾滋病等考虑，她每年都作为全国人大代表领衔提出让卖淫合法化的提案。2017年5月，她在抚顺市望花区人民法院代理案件时，受到法院妨碍，并晕倒受伤，为此中共辽宁省委政法委组成调查组调查。